# 싱가포르의 정당
싱가포르의 정당 목록이다. 현재 싱가포르의 경우 일당제로 운영하고 있으며, 1954년에 설립된 인민행동당과 1957년에 설립된 노동당이 있다.

## 주요 정당
- 인민행동당 - 제3의 길, 보수주의, 아시아적 가치, 다문화주의, 세속주의, 능력주의 정당
- 노동당 - 사회민주주의, 자유사회주의, 자유민주주의 정당